# ماك بيمبرتون
ماك بيمبرتون هو سياسي أمريكي، ولد في 1 يوليو 1912، وتوفي في 19 يونيو 1980 في كولومبوس في الولايات المتحدة. نشط حزبياً في الحزب الجمهوري. وقد انتخب عضو مجلس نواب أوهايو ‏.